# ایتالیا در المپیک تابستانی ۲۰۰۰

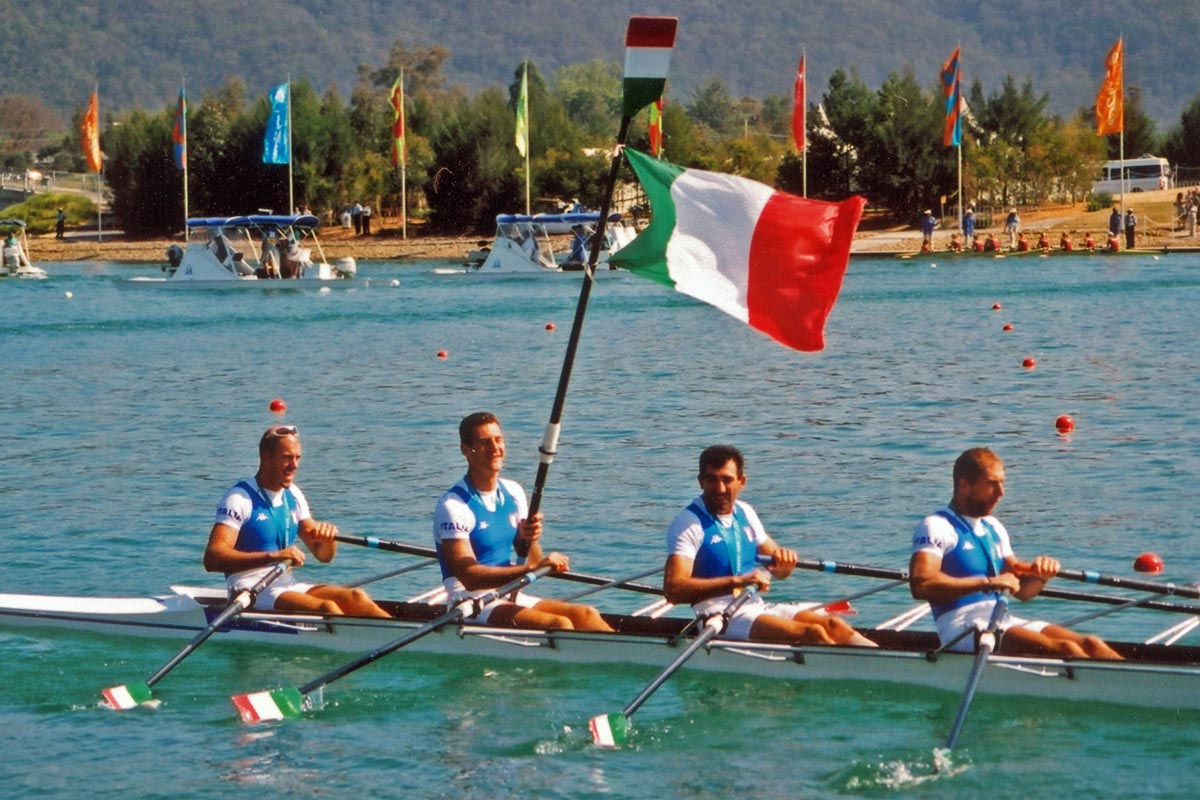
تیم قایق رانی مردان ایتالیا

ایتالیا در بازی‌های المپیک تابستانی ۲۰۰۰ که در شهر سیدنی استرالیا برگزار شد، کاروان ایتالیا با ۳۶۱ ورزشکار در این رقابت‌ها شرکت کرد و موفق به کسب ۳۴ مدال (۱۳ طلا، ۸ نقره، ۱۳ برنز) شد. در جدول رتبه‌بندی توزیع مدال‌ها، ایتالیا در ردهٔ ۷ مسابقات قرار گرفت.